# Grand Prix automobile du Canada 1971
Résultats du Grand Prix du Canada de Formule 1 1971 qui a eu lieu sur le circuit Mosport Park le 19 septembre 1971.

## Classement
| Pos  | N° | Pilote               | Voiture      | Tours | Temps/Abandon     | Grille | Points |
| ---- | -- | -------------------- | ------------ | ----- | ----------------- | ------ | ------ |
| 1    | 11 | Jackie Stewart       | Tyrrell-Ford | 64    | 1 h 55 min 12 s 9 | 1      | 9      |
| 2    | 17 | Ronnie Peterson      | March-Ford   | 64    | + 38 s 3          | 6      | 6      |
| 3    | 10 | Mark Donohue         | McLaren-Ford | 64    | + 1 min 35 s 8    | 8      | 4      |
| 4    | 9  | Denny Hulme          | McLaren-Ford | 63    | + 1 tour          | 10     | 3      |
| 5    | 3  | Reine Wisell         | Lotus-Ford   | 63    | + 1 tour          | 7      | 2      |
| 6    | 12 | François Cevert      | Tyrrell-Ford | 62    | + 2 tours         | 3      | 1      |
| 7    | 2  | Emerson Fittipaldi   | Lotus-Ford   | 62    | + 2 tours         | 4      |        |
| 8    | 4  | Jacky Ickx           | Ferrari      | 62    | + 2 tours         | 12     |        |
| 9    | 14 | Jo Siffert           | BRM          | 61    | + 3 tours         | 2      |        |
| 10   | 20 | Chris Amon           | Matra        | 61    | + 3 tours         | 5      |        |
| 11   | 22 | John Surtees         | Surtees-Ford | 60    | + 4 tours         | 14     |        |
| 12   | 31 | Helmut Marko         | BRM          | 60    | + 4 tours         | 19     |        |
| 13   | 6  | Mario Andretti       | Ferrari      | 60    | + 4 tours         | 13     |        |
| 14   | 15 | Peter Gethin         | BRM          | 59    | + 5 tours         | 16     |        |
| 15   | 28 | George Eaton         | BRM          | 59    | + 5 tours         | 21     |        |
| 16   | 18 | Nanni Galli          | March-Ford   | 57    | + 7 tours         | 20     |        |
| Nc.  | 19 | Mike Beuttler        | March-Ford   | 56    | Non classé        | 22     |        |
| Nc.  | 35 | Pete Lovely          | Lotus-Ford   | 55    | Non classé        | 25     |        |
| Abd. | 24 | Rolf Stommelen       | Surtees-Ford | 26    | Surchauffe moteur | 23     |        |
| Abd. | 21 | Jean-Pierre Beltoise | Matra        | 15    | Accident          | 11     |        |
| Abd. | 33 | Skip Barber          | March-Ford   | 13    | Pression d'huile  | 24     |        |
| Abd. | 5  | Clay Regazzoni       | Ferrari      | 7     | Accident          | 18     |        |
| Abd. | 37 | Graham Hill          | Brabham-Ford | 2     | Accident          | 15     |        |
| Abd. | 8  | Tim Schenken         | Brabham-Ford | 1     | Allumage          | 17     |        |
| Abd. | 16 | Howden Ganley        | BRM          | 0     | Accident          | 9      |        |
| Nq.  | 26 | Chris Craft          | Brabham-Ford |       | Non qualifié      |        |        |

Légende :
- Abd.=Abandon

## Pole position et record du tour
- Pole position : Jackie Stewart en 1 min 15 s 3 (vitesse moyenne : 189,179 km/h).
- Tour le plus rapide : Denny Hulme en 1 min 43 s 5 au 57e tour (vitesse moyenne : 137,635 km/h).

## Tours en tête
- Jackie Stewart : 51 (1-17 / 31-64)
- Ronnie Peterson : 13 (18-30)

## À noter
- 18e victoire pour Jackie Stewart.
- 6e victoire pour Tyrrell en tant que constructeur.
- 40e victoire pour Ford Cosworth en tant que motoriste.
- La course est arrêtée au 64e des 80 tours prévus à cause de la pluie.